# Nová Lehota
Nová Lehota (em húngaro: Újszabadi) é um município da Eslováquia, situado no distrito de Nové Mesto nad Váhom, na região de Trenčín. Tem 18,21 km² de área e sua população em 2018 foi estimada em 204 habitantes.

## Demografia
| Ano:        | 1994 | 2004    | 2014    | 2024   |
| ----------- | ---- | ------- | ------- | ------ |
| Broj ljudi: | 277  | 230     | 198     | 192    |
| Razlika:    |      | -16,96% | -13,91% | -3,03% |

| Ano:               | 2023 | 2024   |
| ------------------ | ---- | ------ |
| Número de pessoas: | 197  | 192    |
| Diferença:         |      | -2,53% |